# Sequana
Sequana é uma divindade de origem celta associada às águas curativas, à saúde, à renovação espiritual e ao rio Sena, particularmente às suas nascentes localizadas na região da Borgonha, França. Seu principal centro de culto ficava nas chamadas Fontes Sequanae ("Nascentes de Sequana"), situadas em um vale do Planalto de Châtillon, ao noroeste de Dijon. Ali, entre os séculos II e I a.C., foi estabelecido um santuário e centro de peregrinação galo-romano.
Durante o período romano, o santuário de Sequana foi expandido com a construção de templos, colunatas e outras estruturas devocionais, tendo como núcleo a nascente do rio e sua piscina sagrada. Peregrinos vinham em busca de curas físicas e espirituais, dedicando à deusa moedas, joias, frutas e representações anatômicas de madeira, pedra, bronze ou prata - incluindo cabeças, membros, órgãos internos e até mesmo corpos completos.
Sequana era venerada como uma deusa fluvial e terapêutica, capaz de operar curas e restaurar a saúde dos fiéis. Buscas arqueológicas encontraram também ex-votos representando animais de estimação, como pássaros e cães, oferecidos como parte das práticas devocionais.

## Etimologia
O nome Sequana aparece pela primeira vez em registros latinos do século I a.C., como hidrônimo do rio Sena. Etimologistas propõem duas possíveis origens:
- da raiz indo-europeia seikwo- (“gotejar, fluir”), associada ao movimento da água;
- da composição celta Seco-vanna, sugerida por J. Loth, unindo “cortar/perfurar” com um termo hídrico.

A tribo vizinha dos Sequani também teria derivado seu nome da deusa ou do rio, significando possivelmente “os que pertencem ao rio Sequana”.

## Iconografia
Sequana é representada como uma figura feminina vestida à moda romana: com túnica longa, manto e diadema. Sua imagem mais conhecida está no Museu Arqueológico de Dijon, onde aparece de pé sobre uma barca em forma de pato, seu animal sagrado, com o bico segurando uma esfera — símbolo de poder, cura ou mundo espiritual. O pato representa a fluidez e o movimento entre os mundos.

## Culto e Santuário
O principal centro de culto a Sequana localizava-se em Source-Seine, próximo ao Planalto de Châtillon. Escavações revelaram um grande complexo galo-romano com templos, pórticos e piscinas termais, datado entre os séculos II a.C. e III d.C.
Peregrinos buscavam curas físicas e espirituais nas águas da nascente, oferecendo:
- ex-votos anatômicos (réplicas de partes do corpo em bronze, barro ou pedra);
- moedas e joias, muitas vezes depositadas em jarros ou enterradas ritualmente;
- placas votivas e inscrições com fórmulas latinas, como “sacrum deae Sequanae” (“sagrado à deusa Sequana”);
- orações e sonhos curativos, através de práticas semelhantes à incubação onírica nos templos de Asclépio.

Sequana era invocada muitas vezes por sacerdotes associados ao culto imperial romano, e sua devoção continuou mesmo após a romanização da Gália.
Oito inscrições à Sequana são conhecidas, todas vindas das fontes do Sena. As seguintes são típicas (CIL 13, 02858):
Au(gusto) sac(rum) d(eae) Sequan(ae) e[x] / moni[tu]
e (CIL 13, 02862):
Aug(usto) sac(rum) / d(e)ae Seq(uanae) / Fl(avius) Flav(i)n(us) / pro sal(ute) / Fl(avi) Luna(ris) / nep(otis) sui / ex voto / v(otum) s(olvit) l(ibens) m(erito)
Algumas inscrições contêm erros de escrita que podem dar uma dica para a pronúncia de Sequana em gaulês (CIL 13, 02863):
Aug(usto) sac(rum) d<e=O>a(e?) / <p=B>ro(!) / Se<q=C>uan(ae) / pro(!) / C(aius) M[3] / v(otum) s(olvit) l(ibens) m(erito)
Como o gaulês está na classificação no céltico-P, q não pode representar o kw indo-europeu. Algo como Sek-uâna é mais provável, a não ser que o dialeto local fosse céltico-Q (o que não é impossível).

## Sincretismos e associações mitológicas
Com a integração à mitologia greco-romana, Sequana passou a ser retratada também como:
- filha de Baco (ou Dionísio), associando-a à vitalidade, fertilidade e transformação;
- aliada de Ceres (ou Deméter), auxiliando no resgate de Prosérpina (ou Perséfone), que havia sido raptada por Plutão (ou Hades);
- desejada por Netuno (ou Poseidon), de quem teria escapado transformando-se no próprio rio Sena — um mito de resistência, fluidez e liberdade.

Essas narrativas ilustram a recusa de Sequana à submissão e sua identidade como entidade autônoma e indomável, mesmo frente aos grandes deuses patriarcais.

## Interpretações contemporâneas
Na atualidade, Sequana é cultuada em tradições neopagãs e druidas modernos como:
- deusa das águas puras, guardiã dos rios, das chuvas e da cura emocional;
- espírito livre que representa a autonomia, a adaptação e o renascimento;
- símbolo de resistência à dominação masculina e poder transformador do feminino fluido.

Praticantes modernos costumam honrá-la com oferendas lançadas ao rio, como objetos pessoais, orações escritas, joias ou frutas. Alguns festivais celtas contemporâneos dedicam ritos de cura à sua energia.

## Legado arqueológico
O legado de Sequana permanece vivo através de:
- mais de mil ex-votos descobertos em seu santuário, muitos representando membros do corpo humano;
- inscrições latinas que comprovam a longevidade de seu culto;
- a gruta da nascente do Sena, ornamentada por Napoleão III com uma ninfa reclinada;
- o próprio nome do rio Sena, que perpetua sua essência até hoje.